# Nigel Starmer-Smith
Nigel Starmer-Smith, né le 25 décembre 1944 à Cheltenham, est un joueur international anglais de rugby à XV, journaliste et commentateur britannique.